# Agrigento Bassa
Agrigento Bassa (wł. Stazione di Agrigento Bassa) – stacja kolejowa w Agrigento, w prowincji Agrigento, w regionie Sycylia, we Włoszech. Znajduje się na dwóch liniach Caltanissetta Xirbi – Agrigento i Palermo – Porto Empedocle.
Według klasyfikacji RFI ma kategorię brązową.

## Linie kolejowe
- Linia Caltanissetta Xirbi – Agrigento
- Linia Palermo – Porto Empedocle
- Linia Castelvetrano – Porto Empedocle
- Linia Agrigento – Licata